# Maacah
Maacah (Codex Alexandrinus : Maacha, KJV : Maachah, Hebreu: מעכה Ma`aKhaH) est un nom du genre non sexué utilisé dans la Bible en référence à plusieurs personnes.
Le Premier livre des Rois et le deuxième livre des Chroniques identifient chacun plusieurs personnes différentes nommées Maaca, Maachah ou Maacha qui sont aisément confondues.

## Maaca ou Maacha, épouse d'Abiam (I Rois 15:10 & II Chroniques 15:16)
Le premier livre des Rois (ch. 15) parle de Maaca, fille d'Abessalom, épouse d'Abiam (Abijam), roi de Juda, mère d'Asa, roi de Juda :
15:9 La vingtième année de Jéroboam, roi d'Israël, Asa devint roi de Juda. Il règna quarante et un ans à Jérusalem.
15:10 Sa mère avait nom Maaca, fille d'Abessalom.
15:13 Il destitua même sa mère Maaca pour avoir fait une idole d'Astarté. Asa coupa cette idole et la brûla dans la vallée du Cédron.
Le deuxième livre des Chroniques (15:16) raconte la même histoire, mais la nomme Maacha, fille d'Absalom.

## Maacha, épouse de Roboam (II Chroniques 11:20)
Le deuxième livre des Chroniques raconte la vie de Roboam, roi de Juda
11:20 Après elle (parlant de Mahalath), il épouse Maacha, fille d'Absalom, qui lui donna Abia, Ethaï, Ziza et Salomith.
11:21 Parmi toutes ses femmes et ses concubines, Roboam avait une prédilection pour Maacha, fille d'Absalom. Il eut dix-huit femmes et soixante concubines, et il engendra vingt-huit fils et soixante filles.
11:21 Il donna le premier rang à Abia, fils de Maacha, en qualité de chef de ses frères, car il le destina à la royauté...

## Maacha, fille d'Uriel de Gabaa (II Chroniques 13:2; 14)
Le deuxième livre des Chroniques parle de Maacha, fille d'Uriel de Gabaa, épouse de Roboam, mère d'Abia (Abijam), roi de Juda, et grand-mère d'Asa, roi de Juda .
13:2. (parlant d'Abia)... Sa mère avait nom Maacha, fille d'Uriel de Gabaa.
14:1. Abia se coucha parmi ses pères... Son fils, Asa lui succèda sur le trône...

## Mère ou grand-mère du roi Asa?
Des contradictions existent dans les textes des Livres des Rois et des Livres des Chroniques, mais selon l'ouvrage « A history of ancient Israel and Judah » il y aurait deux différentes possibilités :

1. Il y avait deux personnes : Maacha, fille d'Uriel de Gabaa et Maacha, fille d'Absalom. La première était l'épouse de Roboam et la seconde était l'épouse d'Abijam (Abia) et la mère d'Asa. L'histoire les a confondues. Voir Matthieu 1 v7. Abia est bien le père de Asa d'où Maacha est sa grande mère 

2. Il n'y avait qu'une Maacah. Abijam et Asa était frères et non père et fils. Maacah était si politiquement respectée que lorsque son premier fils Abijam mourut, elle sécurisa le trône en le donnant à son second fils Asa.
En tout état de cause, selon les historiens J. Maxwell Miller et John H. Hayes, qu'elle fut sa mère ou sa grand-mère, Maacah servit de reine mère à Asa. Sa fonction principale était conseillère du roi. 
Maacah était prêtresse du culte de Jérusalem lequel idolâtrait des dieux locaux, non judaïques. Lorsque Asa réinstaura le monothéisme, il destitua Maacah pour avoir fait une idole d'Astarté,

## Quelques personnes appelées Maacha auxquelles la Bible se réfère[6],[8]
- Maacha, un fils que Nahor (frère d'Abraham) eut avec sa concubine Réuma (Genèse 22:24)
- Maacha, fille de Tholmaï, roi de Gessur (en), un proche voisin des Maachathites. Elle fut l'épouse du roi David, mère d'Absalom et de Tamar.(II Samuel 3:3) (I Chroniques 3:2)
- Maacha, une des épouses de Caleb, fils de Hesron (I Chroniques 2:48)
- Maacha, femme de Machir (I Chroniques 7:15 - 7:16)
- Maacha, un roi de Gath, père d'Achish, également roi de Gath, vers lequel les esclaves de Shimei fuièrent sous le règne de Salomon. (I Rois 2:39).
- Maacha, épouse de Gabaon (I Chroniques 8:29)
- Maacha, père de Hanan, lequel était un compagnon de David (I Chroniques 11:43)
- Maacha, père de Saphatias, lequel était chef des Siméonites une des douze tribus d'Israël à l'époque de David (I Chroniques 27:16).

## Autre

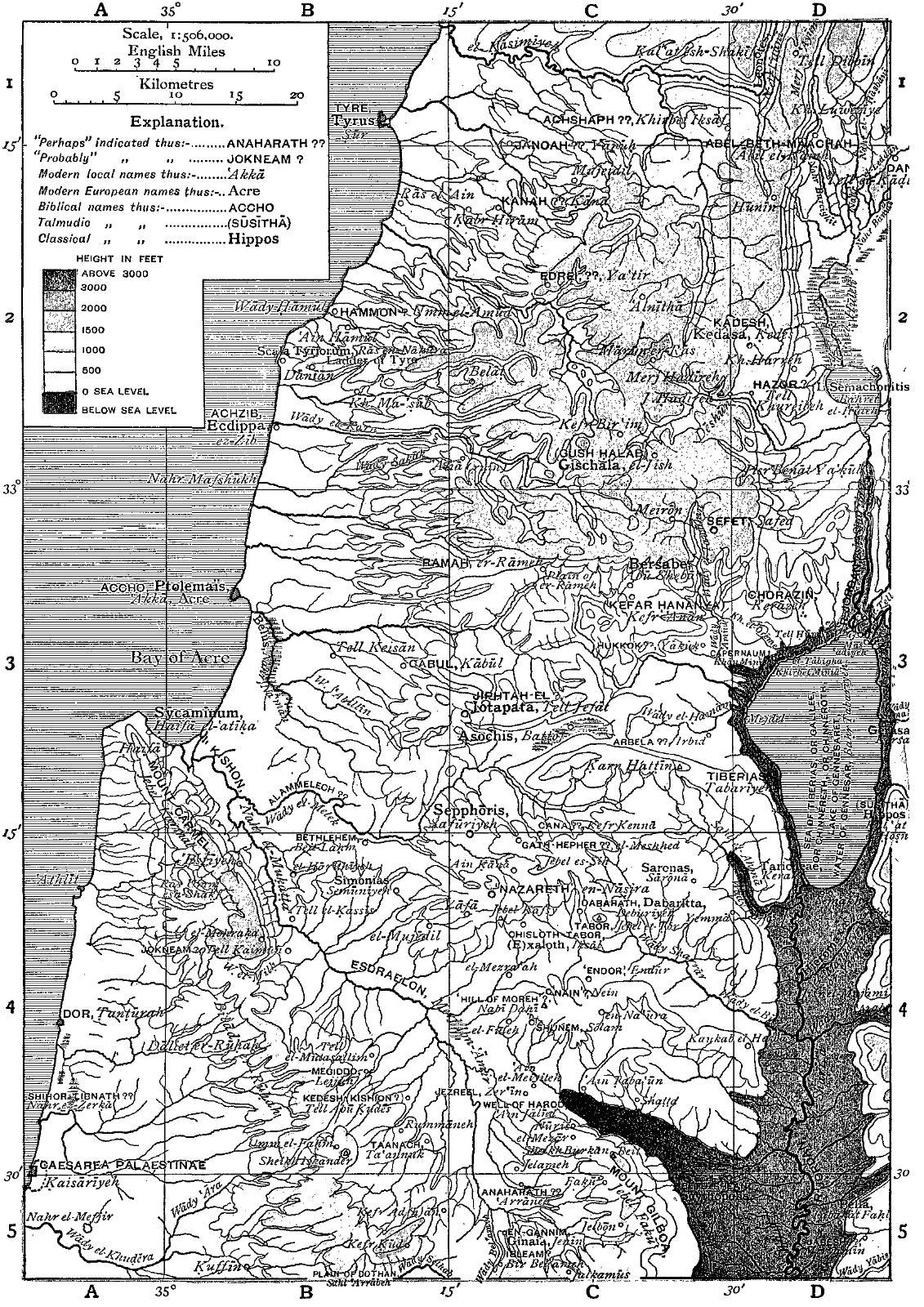
Encyclopaedia Biblica (1903) - La cité d'Abel-beth-maachah sur la carte de la Galilée (position sur la carte en D1)

- Maacha est le nom d'un petit royaume Araméen à l'est de la mer de Galilée (I Chroniques 19:6). Son territoire, situé à l'est du Jourdain, était la région attribuée à la demi-tribu de Manassé. Le roi de Maacha avait levé une armée de mercenaires à la solde des Ammonites dans la guerre qui les opposait au roi David (II Samuel 10:6).
- Le nom de la cité d'Abel-beth-maachah est dérivé du royaume de Maacha et de son peuple.

## Postérité

### Art contemporain
- Maacah figure parmi les 1 038 femmes référencées dans l'œuvre d’art contemporain The Dinner Party (1979) de Judy Chicago. Son nom y est associé à Judith[9],[10].

## Note
- (en) Cet article est partiellement ou en totalité issu de l’article de Wikipédia en anglais intitulé « Maacah » (voir la liste des auteurs).